# Бал-Мітхаі
Баль Мітхай (гінді बाल मिठाई) — коричнева, схожа за смаком на шоколад страва, виготовлена зі смаженого хоа, покритого білими цукровими кульками. Баль Мітхай є популярним солодким з гімалайського штату Уттаракханд в Індії, особливо з регіонів навколо Кумаона .

## Історія
Баль Мітхай виник у районі Кумаон  на початку ХХ століття.  Як вважають вчені, спочатку Бал Мітхай мав бути назвою головної жертви Богу Сонця.  Протягом багатьох років солодке згадували у багатьох історіях та фольклорі Кумаоні. Це видно зі спогадів відомого письменника хінді.

## Рецепт
Баль Мітхай виготовляється шляхом варіння хойї (випареного молочного крему) з тростинним цукром, поки він не набуде темно-коричневого кольору, що в просторіччі називається " шоколадом, '' бо схожий з ним за кольором. Після варіння Баль Мітхай повинен відстоятись і охолодитись, потім його  нарізають кубикам та покривають маленькими білими кульками, виготовленими із смаженого маку, покритого цукром. 

## Популярність
Бал Мітхаї   протягом століть популярний у районі Альмора  та сусідніх пагорбах Кумаон, в порівнянні з іншим місцевим делікатесом, Сінгхаурі, який також готується з ароматизованого кхоа, і загорнутий в дубове листя.

## Захист географічних зазначень для Баала Мітхая
Місцеві виробники солодощів відстоюють  інтелектуальну власность та захист географічних зазначень.Закон про географічні зазначення товарів 1999 року, дозволяє їм запатентувати місцеві делікатеси Баала Мітхая та Сингхаурі, які є символічними для регіону.